# Donauparkstadion
Het Donauparkstadion, beter bekend als Hofmann Personal Stadion om sponsorredenen, is een stadion in Linz, Oostenrijk. Het wordt gebruikt als de thuisbasis van voetbalclub Blau-Weiß Linz. Het stadion biedt plaats aan 5.595 mensen na een grondige renovatie van het stadion die in 2023 werd voltooid.

Allianz Stadion (Rapid Wien) ·
CASHPOINT Arena (SCR Altach) ·
Generali Arena (Austria Wien) · 
Hofmann Personal Stadion (Blau-Weiß Linz) ·
Lavanttal-Arena (Wolfsberger AC) ·
Merkur Arena (Sturm Graz) ·
Profertil Arena (TSV Hartberg) · 
Raiffeisen Arena (LASK) ·
Reichshofstadion (Austria Lustenau) ·
Red Bull Arena (Red Bull Salzburg) ·
Tivoli Stadion Tirol (WSG Tirol) ·
Wörtherseestadion (Austria Klagenfurt)
Ernst Happelstadion (Oostenrijks nationaal team) ·
Stadion Donawitz (DSV Leoben) ·  
Franz Feketestadion (Kapfenberger SV) ·
Josko Arena (SV Ried) ·
ImmoAgenturstadion (Schwarz-Weiß Bregenz) ·
Merkur Arena (Grazer AK) ·
Motion invest Arena (Admira Wacker) ·
NV Arena (SKN Sankt Pölten) ·
Raiffeisen Arena (FC Juniors OÖ) ·
Vorwärts-Stadion (Vorwärts Steyr) · 
Gerhard Hanappistadion (Rapid Wien) ·
Lehenstadion (Austria Salzburg)